# Diego Ravelli
Pour les articles homonymes, voir Ravelli.
Diego Ravelli, né le 1er novembre 1965 à Lazzate (Lombardie), est un prélat catholique italien, maître des célébrations liturgiques pontificales et responsable du chœur de la chapelle Sixtine.

## Biographie

### Formation
Il effectue ses études de théologie et de philosophie au séminaire diocésain de Côme. Le 15 juin 1991, il est ordonné prêtre à la cathédrale de Côme pour l'association publique cléricale des « Prêtres de Jésus Crucifié ». Il est incardiné dans le diocèse de Côme.
En 2000, il a obtenu un diplôme en méthodologie pédagogique à la Faculté des sciences de l'éducation de l'Université pontificale salésienne de Rome, et en 2010 un doctorat en liturgie sacrée à l'Institut liturgique de l'Athénée pontifical Sant'Anselmo in Urbe

### Prêtre
À partir de 1998, il travaille pour l'Aumônerie apostolique. La même année, il est incardiné prêtre du diocèse de Velletri-Segni. Le 2 juin 2003, le pape Jean-Paul II le nomme Chapelain de Sa Sainteté.
En 2006, il est nommé cérémoniaire pontifical par le pape Benoît XVI. Il est renouvelé dans cette fonction en 2011 puis en 2013 par le pape François.
En 2012, il publie un ouvrage de recherches historique sur la célébration la fête de la Chaire de saint Pierre au sein de la basilique Saint-Pierre.

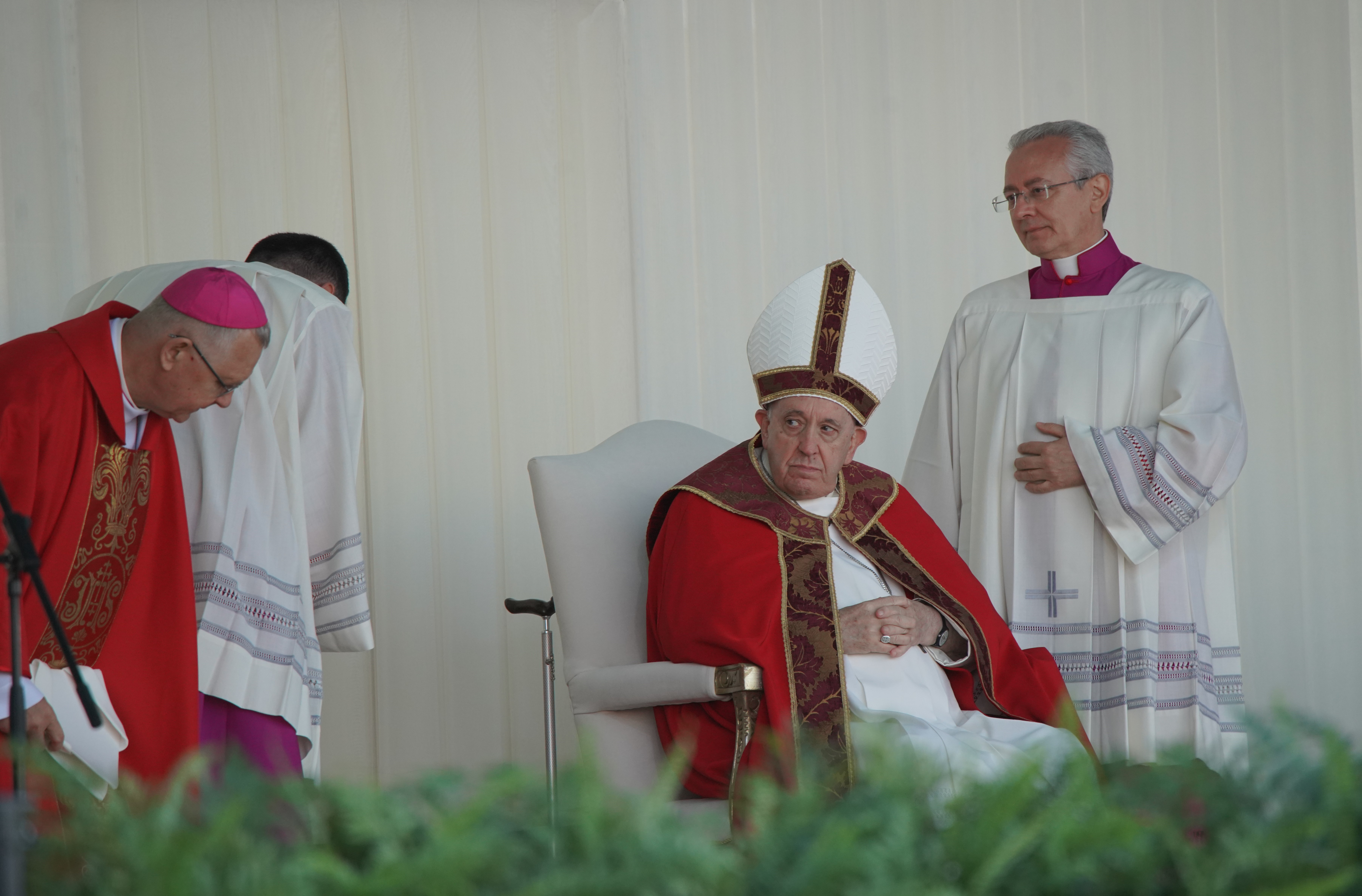
Diego Ravelli derrière le pape François au cours de son voyage apostolique au Kazakhstan en 2022.

Le 12 octobre 2013, le pape François le nomme chef de bureau de l'Aumônerie apostolique. À cette fonction, il coordonne notamment la loterie caritative annuelle voulue par le pape François pour faire don des nombreux cadeaux qu'il reçoit. En plus de ces fonctions, il est aussi aumônier d'un centre de spiritualité et collaborateur d'une paroisse de Rome.
Le 11 octobre 2021, le pape François le nomme maître des cérémonies liturgiques pontificales et responsable du Chœur de la chapelle Sixtine en remplacement de Guido Marini, nommé évêque de Tortone en août 2021.
Le 11 juin 2022, il est nommé membre du Dicastère pour le culte divin et la discipline des sacrements.

### Archevêque
Le 21 avril 2023, le pape François l'élève au rang d'archevêque et lui confère le titre d'archevêque de Recanati (de). Il reçoit la consécration épiscopale le 3 juin 2023 en la basilique Saint-Pierre, des mains du cardinal Pietro Parolin, assisté du pape François, du cardinal Konrad Krajewski et de Guido Marini.
Le 27 juin 2023, le Vatican annonce sa nomination comme délégué pontifical pour la basilique Saint-Antoine de Padoue à partir du 1er août 2023.

## Publications
- (it) Diego Ravelli, La solennità della Cattedra di San Pietro nella Basilica Vaticana : Storia e formulario della Messa, CLV, 2012, 536 p. (ISBN 9788873671640)